# Renata Schumann
Renata Schumann (bürgerlich: Renata Schumann-Rotscheidt; * 12. Januar 1934 in Hindenburg O.S.; † 1. Februar 2012 in Bad Doberan) war eine deutsche Schriftstellerin, die historische Romane, Erzählungen und Lyrik sowie Essays und publizistische Texte verfasste.

## Leben
Renata Schumann lebte seit 1983 in der Bundesrepublik Deutschland. Sie verlor als Kind zum Ende des Krieges beide Eltern und verblieb zunächst unter der Obhut ihrer Großmutter in ihrer polnisch gewordenen Heimat. Das prägte ihr späteres Schaffen.
Sie studierte polnische Literatur und erwarb ihre Promotion 1979 am Germanistischen Institut der Universität Breslau mit einer Doktorarbeit über das Bild des Deutschen in der polnischen Literatur. Danach unterrichtete sie deutsche Literatur an der Schlesischen Universität in Katowice. Sie war Mutter zweier Kinder.
Nach der Übersiedlung nach Deutschland ließ sich Renata Schumann bei Düsseldorf nieder, heiratete ein zweites Mal und begann mit journalistischen Arbeiten vor allem für die Rheinische Post und die Kulturpolitische Korrespondenz. Sie debütierte 1992 als Schriftstellerin mit einem Band Erzählungen. Sie lebte in Erkrath bei Düsseldorf und ab 2000 in Bad Doberan bei Rostock.

## Werke
- Heimkehr in die Muttersprache. Erzählungen, 1992, Langen Müller Verlag München, Neuauflage im BS Verlag Rostock
- Zur Genese des Breslauer Arzneibuchs. Eine Geschichte. In: Würzburger medizinhistorische Mitteilungen 12, 1994, S. 375–380
- Ein starkes Weib, das Leben der Hedwig von Schlesien. Roman, 1996 St. Ulrich Verlag Augsburg, Neuauflage 2007
- Flügelbaum. Lyrik, 1998, Verlag Maomi Krefeld
- Zwischen den Mahlsteinen der Geschichte, Oberschlesien im Zeitenwandel. Essays 2002, Senfkorn Verlag Görlitz
- Der Piastenturm. Roman, 2004, Verlag Langen Müller München
- Was ist Traum (Co jest snem). Gedichte in deutscher und in polnischer Sprache, Zwei Bände, 2007, BS Verlag Rostock
- Lichtschneisen. Lyrik, 2007, BS Verlag Rostock

## Ehrungen und Mitgliedschaften
- Preise in Erzählwettbewerben des Ostdeutschen Kulturrates 1985/86
- Arbeitsstipendium des Landes Nordrhein-Westfalen 1993
- Medienpreis der Sudetendeutschen Landsmannschaft 1989
- Kulturpreis Schlesien des Landes Niedersachsen 2007
- Eichendorff-Literaturpreis 2007
- Mitgliedschaft im Wangener Kreis und in der Künstlergilde Esslingen
- Andreas-Gryphius-Preis der Künstlergilde November 2010